# جوندگان مضر ایران و طرز مبارزه با آن‌ها
جوندگان مضر ایران و طرز مبارزه با آن‌ها کتابی از فیروز تقی‌زاده است که در سال ۱۳۴۳ منتشر و برندهٔ جایزه کتاب سال سلطنتی شد.